# Цвєтков Віктор Васильович
Віктор Васильович Цвєтков (23 березня 1923 — 9 листопада 2007) — правник і партійний діяч в УРСР; член-кореспондент АН УРСР, професор Київського Університету, 1958—1968 проректор. Член ЦК КПУ в 1971—1976 роках.

## Біографія
Народився 23 березня 1923 року в селі Кам'янка Московської області в родині службовців. у 1930 році почав навчання у школі за місцем проживання, переїзду батьків до Луганська продовжив навчання у луганській середній школі, яку закінчив з відзнакою у 1940 році. Важкі сімейні обставини (батько був репресований у 1938 році) змусили його після закінчення школи з метою матеріальної допомоги родині почати працювати на Луганському паротягобудівному заводі з одночасним навчанням у Луганському вечірньому машинобудівному інституті.
З початком німецько-радянської війни, у липні 1941 року мобілізований до Червоної армії. Після успішного закінчення танкового училища у березні 1942 року безпосередньо брав активну участь у бойових діях радянських військ на Брянському, Західному, Центральному фронтах. У 19-річному віці був призначений командиром розвідувального взводу, а у 20 років — командиром окремої розвідувальної роти. Неодноразово, разом зі своїми товаришами-розвідниками, перетинав лінію фронту і доставляв командуванню наших військ цінні розвідувальні дані. Тричі був поранений. Член ВКП(б) з 1943 року.
Після закінчення Німецько-радянської війни як один з найкращих офіцерів капітан В.В.Цвєтков був направлений для навчання до Академії бронетанкових військ і водночас поступив на вечірнє відділення Московського юридичного інституту. У 1947 році за станом здоров'я був демобілізований з лав Радянської Армії та продовжив навчання на юридичному факультеті Київського державного університету ім. Т. Г. Шевченка, який закінчив 1950 року. У 1954 році захистив дисертацію на здобуття наукового степеня кандидата юридичних наук.
В 1957 році, у 34-річному віці, Віктор Цвєтков був призначений на посаду проректора з навчальної роботи Київського державного університету ім. Т. Г. Шевченка. У 1958 році працював завідувачем сектору відділу науки і культури ЦК КПУ, а в 1959 році обраний завідувачем кафедри державного, адміністративного і фінансового права КДУ.
У 1968—1972 роках — завідувач відділу науки й навчальних закладів ЦК КПУ.
З 1973 року — керівник відділу державно-правних проблем управління Інституту держави та права АН УРСР. Праці: «Радянське державне право» (1968), «Наука управління і місцеві ради» (1970) та ін.

## Нагороди
- орден Вітчизняної війни I ст.
- орден Червоної Зірки
- орден «Знак Пошани»
- медалі